# Menhir von Konz

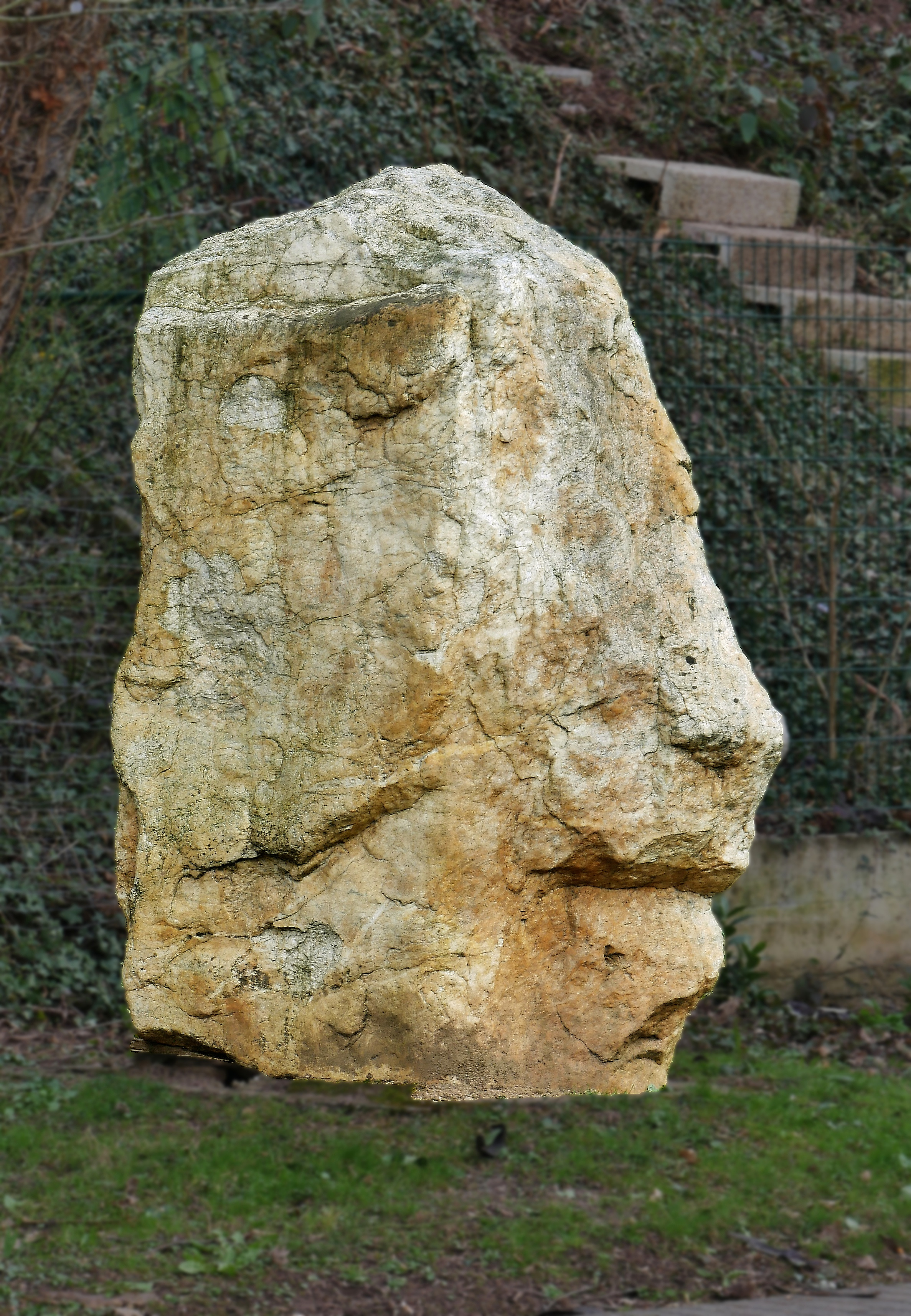
Der weiße Wacken an der Berensborn-Quelle

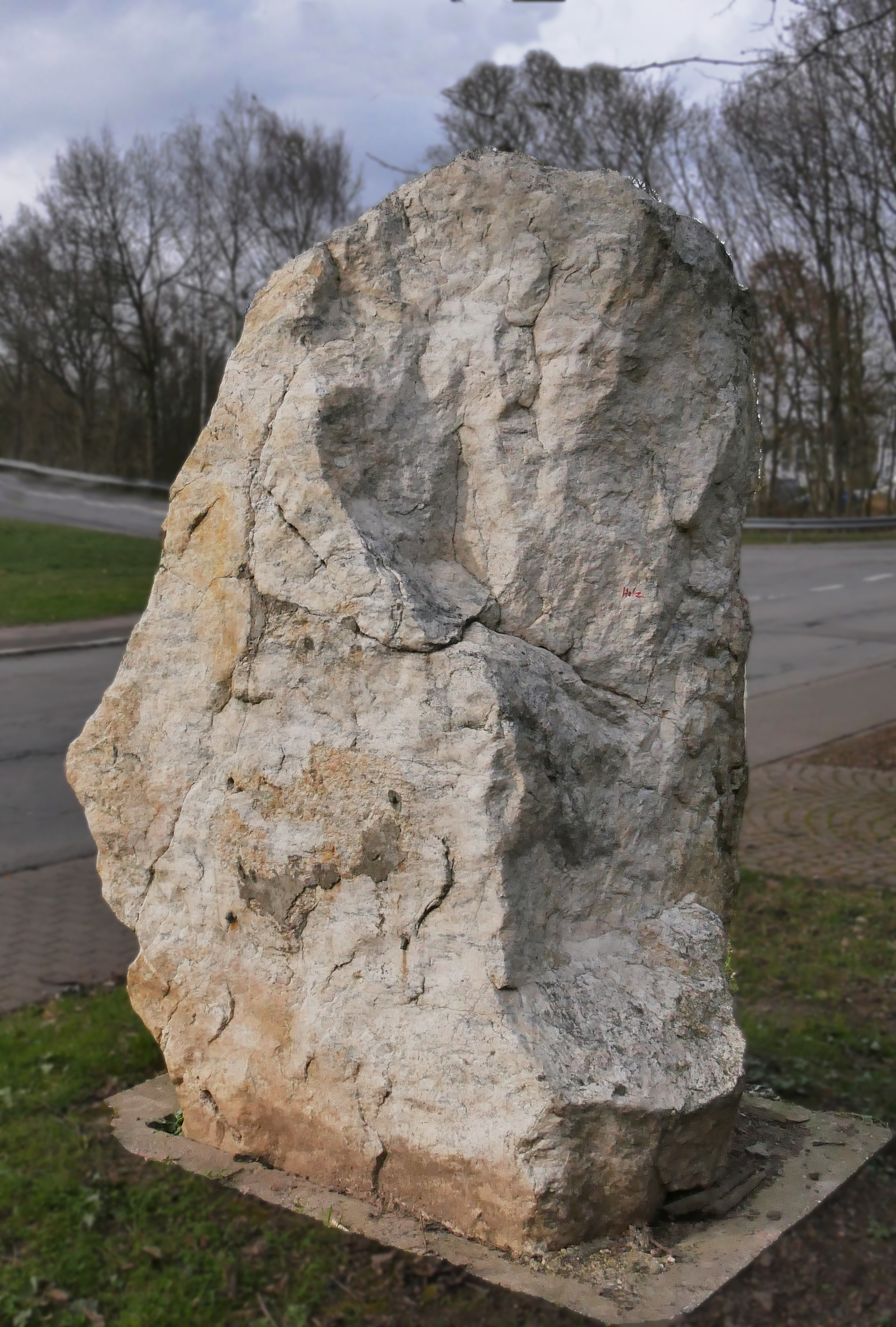
Die Rückseite des Steins, unten sind die Reste der Halterung der Bronzeplakette zu sehen.

Der Menhir von Konz (auch als Der weiße Wacken oder Der weiße Stein bezeichnet) ist ein Menhir in Konz im Landkreis Trier-Saarburg in Rheinland-Pfalz.

## Lage und Beschreibung
Der Stein befand sich ursprünglich direkt in Konz, 500 m östlich der Saar und etwa 1,2 km südlich ihrer Mündung in die Mosel neben dem „Berendsborn“, einer eingefassten, dem heiligen Bernhard geweihten Quelle. An dieser Stelle verlief nach Aufzeichnungen von 1574 einst die Hochgerichtsgrenze zwischen den Ämtern Saarburg und Pfalzel. 1649 bzw. 1671 wurden erstmals die Bezeichnungen „bei dem weißen Wack“ bzw. „aufm weißen Stein“ verwendet. Diese Namen könnten sich von der Farbe des Steins herleiten, aber auch von seiner Funktion als Gerichtsstätte (der Begriff Weistum bezeichnet eine mittelalterliche Rechtsquelle). 1912 wurde der Stein von hier entfernt und in dem neu angelegten „Kaiserwäldchen“ östlich von Konz aufgestellt. Anlass war das 25-jährige Thronjubiläum Wilhelms II. sowie der 100. Jahrestag der Niederlage Napoleons in Russland. 2002 wurde der Stein aus dem mittlerweile verwilderten Wäldchen wieder zurück an seinen ursprünglichen Standort in Konz an der Einmündung der Hubert-Zettelmeyer-Straße in die Straße Am Berendsborn gesetzt.
Der Menhir besteht aus Quarzit. Er hat eine Höhe von 205 cm, eine Breite von 140 cm und eine Tiefe von 80 cm. Er ist unregelmäßig geformt und weist zahlreiche Ausbrüche auf. Aus einem bestimmten Blickwinkel vermittelt er den Eindruck eines Gesichts in Profilansicht, bei dem Nase und Mund klar zu erkennen sind. 1930 war zur Erinnerung an die Befreiung des Rheinlandes eine Bronzeplakette mit dem Porträt Paul von Hindenburgs angebracht worden, die aber später wieder entfernt wurde.